# الدوري الأوروغواياني لكرة القدم 2007–08
الدوري الأوروغواياني لكرة القدم 2007–08 (بالإسبانية: Campeonato Uruguayo de Primera División 2007-08)‏ هو الموسم 105 من الدوري الأوروغواياني لكرة القدم. أقيم بتاريخ 18 أغسطس 2007، وأشرف على تنظيمه اتحاد أوروغواي لكرة القدم، وكان عدد الأندية المشاركة فيه 16، وفاز فيه ديفينسور سبورتينغ.